# Gonospermum
Gonospermum là một chi thực vật có hoa trong họ Cúc (Asteraceae).

## Loài
Chi Gonospermum gồm các loài: